# Nerovnîne, Kroleveț
Nerovnîne (în ucraineană Неровнине) este un sat în comuna Buivalove din raionul Kroleveț, regiunea Sumî, Ucraina.

## Demografie
Componența lingvistică a localității Nerovnîne
     Ucraineană (100%)
Conform recensământului din 2001, toată populația localității Nerovnîne era vorbitoare de ucraineană (100%).